# 常習犯
常習犯（じょうしゅうはん）とは、刑法学上、「繰り返して犯罪を犯す習癖に基づいて犯を行うことをいう」。
犯罪常習者（はんざいじょうしゅうしゃ）は、犯罪をすることが習慣となったものである。
犯罪学において、犯罪歴の追跡、常習的な犯罪の行いやすさなどが研究される。